# 23 november
23 november is de 327ste dag van het jaar (328ste dag in een schrikkeljaar) in de gregoriaanse kalender. Hierna volgen nog 38 dagen tot het einde van het jaar.

## Gebeurtenissen
- Algemeen
  - 1574 - Johan III van Nassau-Saarbrücken wordt opgevolgd door zijn achterneven Albrecht en Filips IV van Nassau-Weilburg. Ze volgen hem ook op als regent voor Johan Lodewijk I van Nassau-Idstein.
  - 1788 - Begin van de strengste winter sinds in 1706 in Nederland met metingen werd begonnen.[1][2][3]
  - 1980 - Bij een serie aardbevingen in het zuiden van Italië komen ongeveer 4800 mensen om. Vooral Eboli wordt zwaar getroffen.
  - 2000 - In Tsjechië wordt de Josef Lada-regio (Ladův Kraj) gesticht, een samenwerkingsverband tussen 24 plaatsen rondom het geboortedorp Hrusice van de illustrator.
  - 2022 - Een aardbeving met een kracht van 6,0 op de schaal van Richter met het epicentrum in de buurt van de stad Düzce treft het westen van Turkije.[4]
- Media
  - 1923 - Eerste officiële en regelmatige uitzendingen van Radio Belgique.
  - 1936 - Het eerste nummer van het tijdschrift Life wordt uitgebracht.[3]
  - 1940 - Het eerste (illegale) nummer van De Waarheid verschijnt in een oplage van 6.000 exemplaren.[3]
  - 1963 - De eerste aflevering van de populaire tv-serie Doctor Who wordt uitgezonden op de BBC.
- Muziek
  - 1991 - Via een persbericht maakt Freddie Mercury bekend dat hij lijdt aan de ziekte AIDS.[5]
- Oorlog
  - 1946 - De Vietnamoorlog wordt begonnen door Frankrijk. Franse oorlogsschepen beginnen met het bombarderen van de havenstad Haiphong (Tonkin).
- Politiek
  - 602 - In Constantinopel breekt een hongersnood uit. Phocas, jonge Byzantijnse officier, wordt in de kerk van Sint Johannes de Doper gekroond tot keizer van het Byzantijnse Rijk.
  - 1245 - Graaf Willem II van Holland verleent Haarlem stadsrechten
  - 1890 - Koning Willem III sterft zonder mannelijke nakomelingen. Zijn enige dochter, de 10-jarige prinses Wilhelmina, volgt hem op als Koningin der Nederlanden, onder het regentschap van haar moeder, koningin Emma.
  - 1890 - Het Groothertogdom Luxemburg wordt losgemaakt uit de personele unie met Nederland.
  - 1900 - Paul Kruger landt te Marseille.[3]
  - 1948 - In Venezuela zet Marcos Pérez Jiménez samen met Delgado Chalbaut de democratisch gekozen regering van Rómulo Gallegos af.
  - 1975 - De begrafenis van Francisco Franco (dictator Spanje) vindt plaats.[3]
  - 1978 - Liechtenstein wordt lid van de Raad van Europa.
  - 1989 - Minstens 300.000 mensen betogen op het Wenceslausplein in Praag voor democratische hervormingen.
  - 1989 - Na protesten in Kosovo tegen de Servische beperkingspolitiek kondigt Servië de uitzonderingstoestand af.
  - 2003 - In Georgië vindt de Rozenrevolutie plaats als gevolg van frauduleuze parlementsverkiezingen. President Edoeard Sjevardnadze neemt onder druk ontslag, waarna oppositieleider Micheil Saakasjvili twee maanden later als president gekozen wordt.
  - 2012 - In Sierra Leone maakt de kiescommissie de uitslag van de presidentsverkiezingen van 17 november bekend. Ernest Koroma wordt herverkozen als president.
- Sport
  - 2014 - Lewis Hamilton wint op het Yas Marina Circuit het wereldkampioenschap Formule 1. Dit is tevens zijn tweede titel.
  - 2019 - In Minehead gooit Michael van Gerwen tijdens de Players Championship Finals een ninedarter.
  - 2021 - Dick Advocaat is opgestapt bij het Irakese nationale voetbalteam. Het ontslag van Advocaat is geaccepteerd. Assistent Cor Pot vertrekt ook. De resultaten van het team in de kwalificatie voor het Wereldkampioenschap voetbal in Qatar vallen tot nu toe tegen.[6][7]
  - 2021 - Voetbalclub Almere City FC heeft Gertjan Verbeek ontslagen als trainer. De club meldt dat het besluit in goed overleg is genomen.[8]
- Religie
  - 1654 - Blaise Pascal heeft bijzondere metafysische ervaring.[3]
  - 1700 - Kardinaal Giovanni Francesco Albani wordt gekozen tot Paus Clemens XI.[3]
  - 1804 - Tijdens het verblijf van paus Pius VII in Lyon, onderweg naar de kroning van Napoleon in Parijs, sterft zijn reisgenoot kardinaal Stefano Borgia.
  - 1832 - Stichting van de Congregatie van de Zusters van Liefde van Onze Lieve Vrouw Moeder van Barmhartigheid door pastoor Joannes Zwijsen in Tilburg.
  - 1999 - Splitsing van de Rooms-katholieke Apostolische administratie Europees Rusland in de Apostolische administraties Noord-Europees Rusland en Zuid-Europees Rusland.
- Wetenschap en technologie
  - 1969 - Jonathan Beckwith en zijn team slagen erin om een enkel gen van de E.coli-bacterie te isoleren.
  - 1989 - Spaceshuttle Discovery wordt gelanceerd voor missie STS-33 om een geheime militaire satelliet in de ruimte te brengen. De bemanningsleden zijn commandant Frederick D. Gregory, piloot John E. Blaha en missie specialisten Kathryn C. Thornton, Manley L. ("Sonny") Carter, en F. Story Musgrave.[9]
  - 2000 - Ontdekking van Chaldene, een maan van Jupiter, door Scott S. Sheppard, David C. Jewitt, Yange R. Fernandez, and Eugene Magnier op het Mauna Kea-observatorium (Hawaï).[10]
  - 2015 - Een raket van Blue Origin maakt, nadat de New Shepard capsule in de ruimte is gebracht, een succesvolle verticale landing. Het is de eerste keer in de geschiedenis van de ruimtevaart dat dit lukt.[11][12]
  - 2022 - Lancering van een Falcon 9 raket van SpaceX vanaf Kennedy Space Center Lanceercomplex 40 voor de Eutelsat 10B missie, een telecommunicatiesatelliet van Eutelsat Communications.[13]
  - 2023 - Lancering met een Lange Mars 2D raket van China Aerospace Science Corporation (CASC) vanaf lanceerbasis Xichang LC-3 van de SatNet test satellite missie met drie Chinese satellieten die worden beschreven als demonstratie-satelliet(en) voor satelliet-internet technologie.[14]

## Geboren

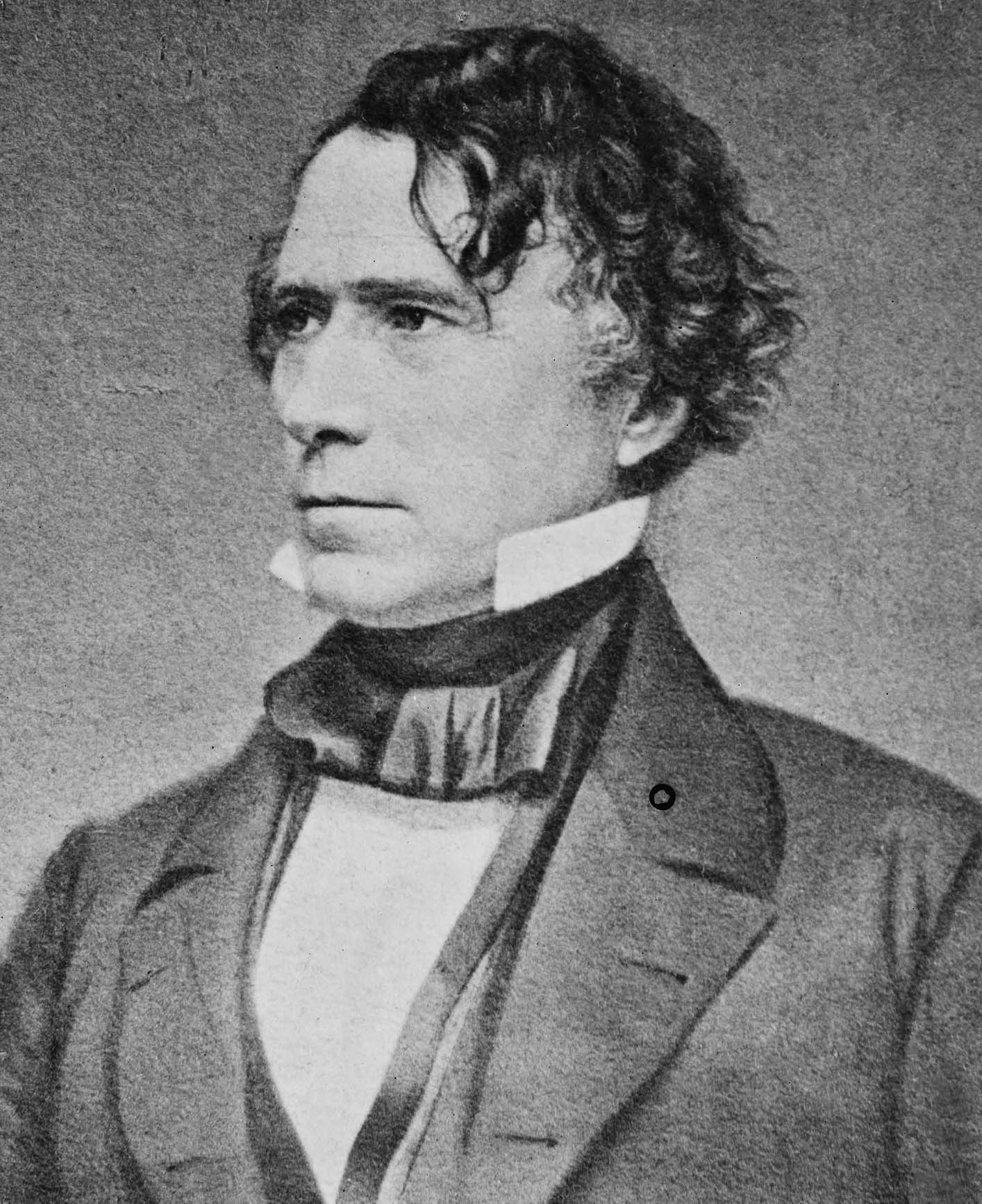
Franklin Pierce,
geboren in 1804

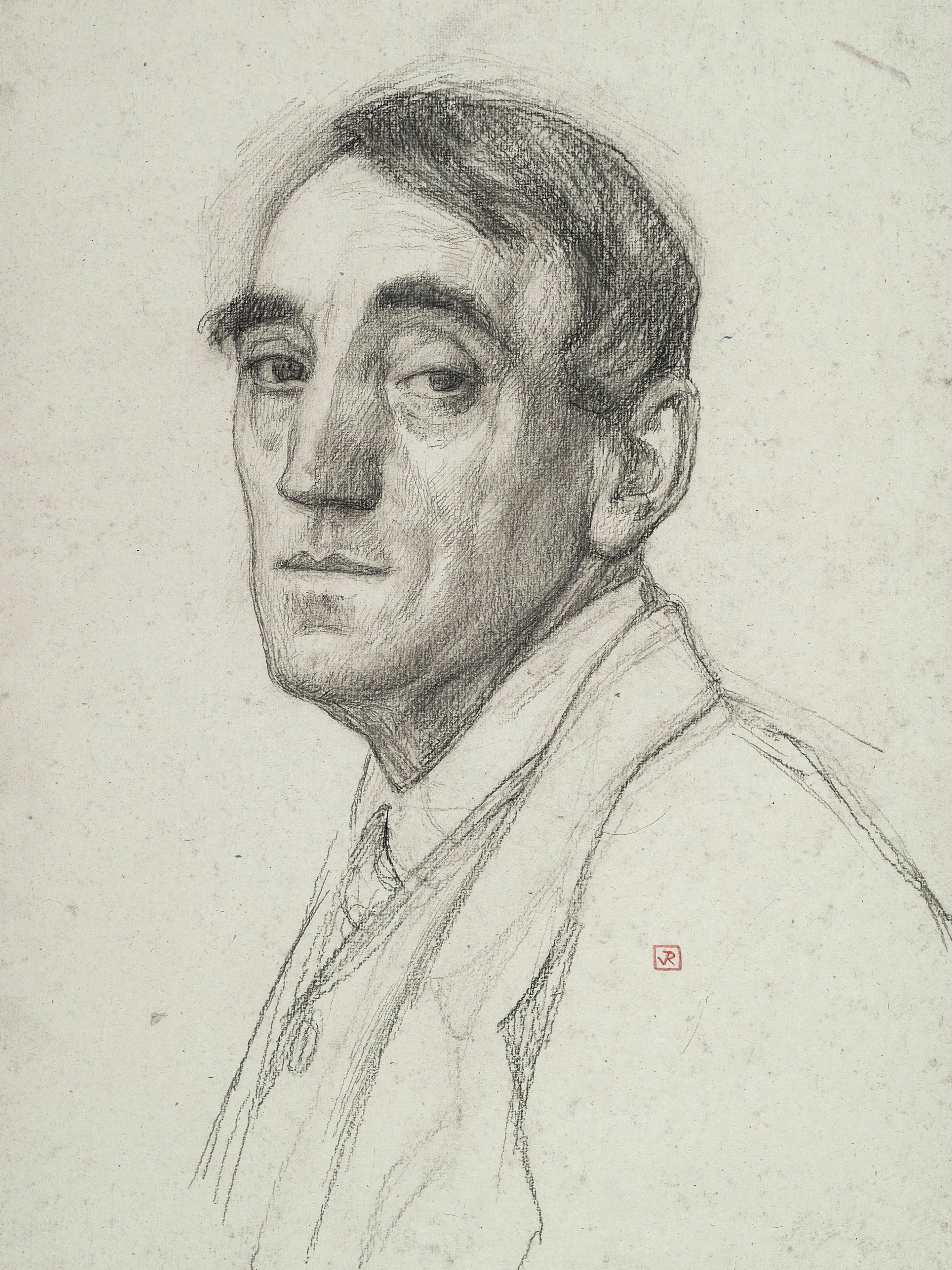
Théo van Rysselberghe (zelfportret),
geboren in 1862

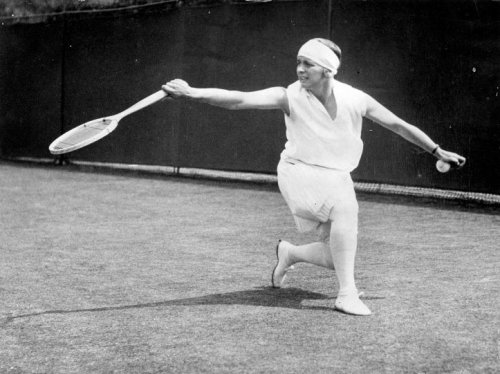
Kea Bouman,
geboren in 1903

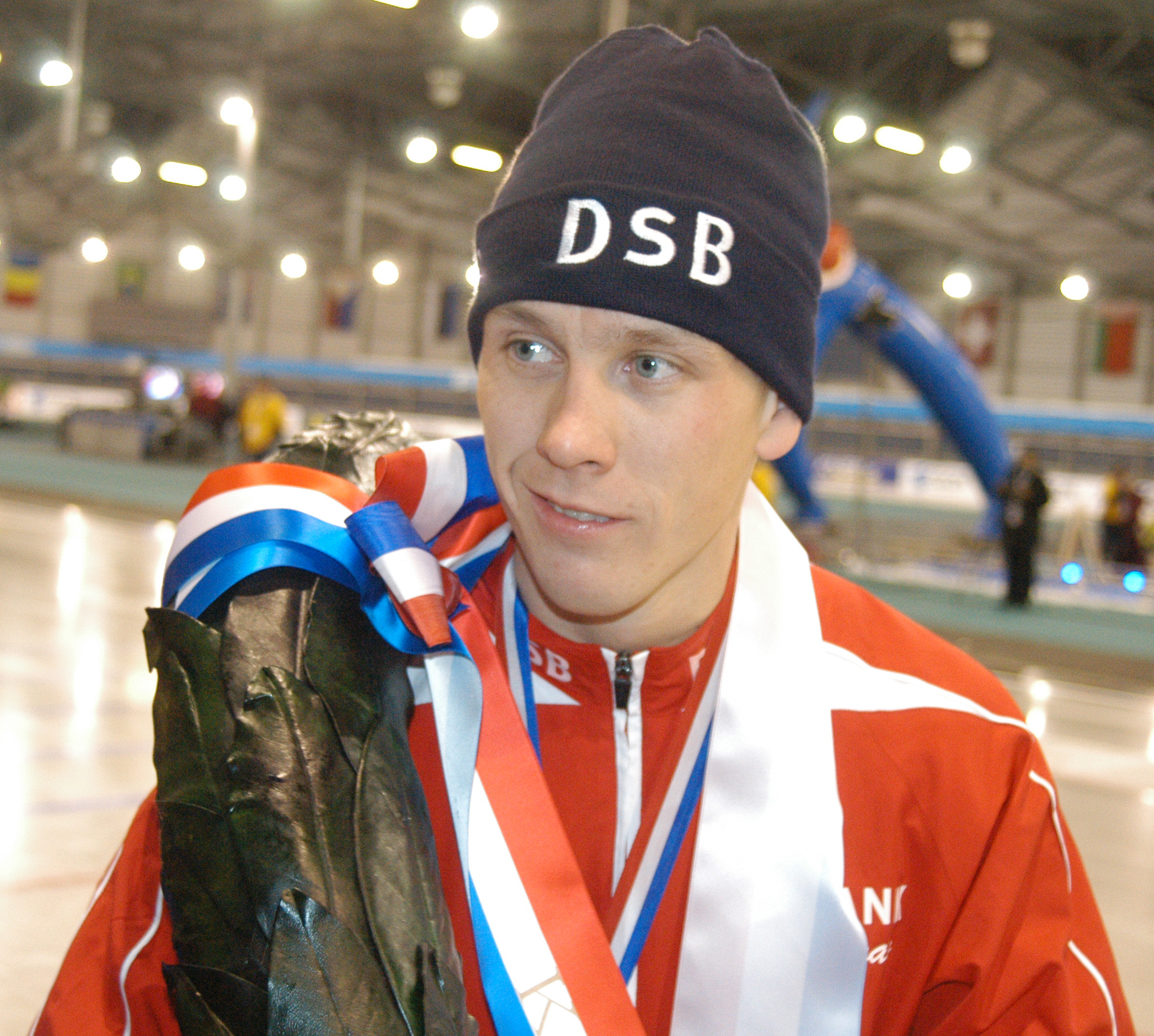
Stefan Groothuis,
geboren in 1981

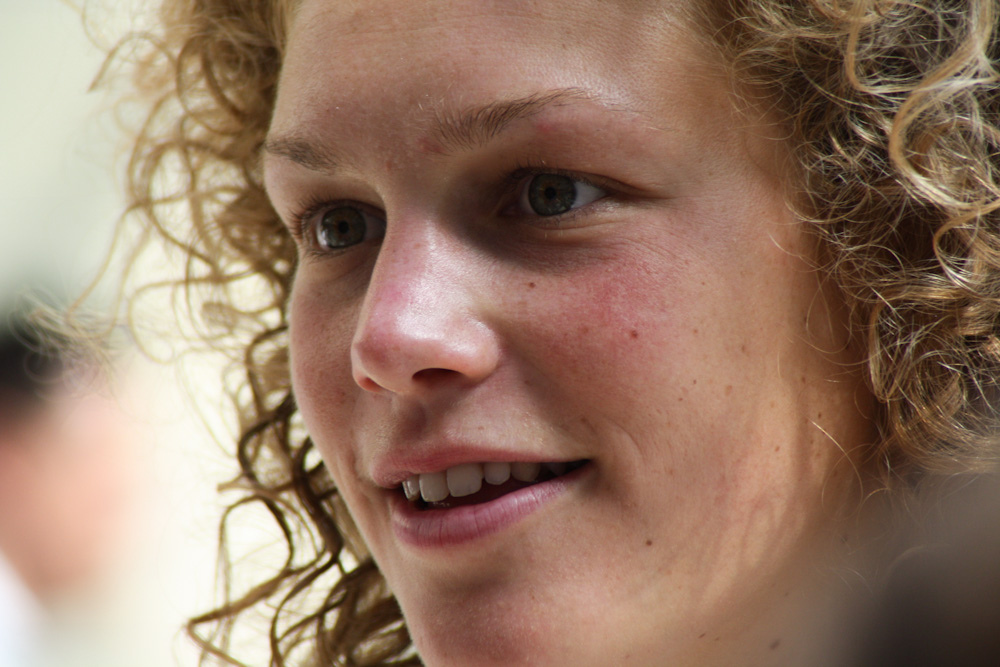
Mirte Roelvink,
geboren in 1985

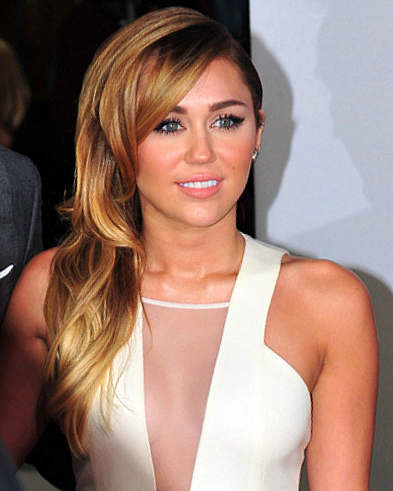
Miley Cyrus,
geboren in 1992

- 1221 - Alfons X van Castilië (overleden 1284)
- 1616 - John Wallis, Brits wiskundige (overleden 1703)
- 1641 - Anthonie Heinsius, Nederlands politicus (overleden 1720)
- 1785 - Jan Roothaan, Nederlands generaal-overste van de Sociëteit van Jezus (overleden 1853)
- 1804 - Franklin Pierce, veertiende president van de Verenigde Staten (overleden 1869)
- 1815 - Fredrikke Egeberg, Noors componist (overleden 1861)
- 1837 - Johannes Diderik van der Waals, Nederlands natuurkundige (overleden 1923)
- 1859 - Billy the Kid, Amerikaans bandiet (overleden 1881)
- 1860 - Hjalmar Branting, Zweeds politicus (overleden 1925)
- 1862 - Théo van Rysselberghe, Belgisch schilder (overleden 1926)
- 1863 - János Hadik, Hongaars politicus (overleden 1933)
- 1869 - Valdemar Poulsen, Deens ingenieur en uitvinder (overleden 1942)
- 1874 - George Buff, Nederlands atleet (overleden 1955)
- 1887 - Boris Karloff, Brits acteur (overleden 1969)
- 1887 - Henry Moseley, Brits natuurkundige (overleden 1915)
- 1888 - Harpo Marx, Amerikaans acteur (overleden 1964)
- 1892 - Erté, Russisch-Frans ontwerper (overleden 1990)
- 1892 - Mieczysław Wiśniewski, Pools voetballer (overleden 1952)
- 1893 - Ernst Grünfeld, Oostenrijks schaker (overleden 1962)
- 1893 - Lou Onvlee, Nederlands taalkundige, hoogleraar en zendeling (overleden 1986)
- 1896 - Klement Gottwald, president van Tsjechoslowakije (overleden 1953)
- 1896 - Harry Prieste, Amerikaans schoonspringer (overleden 2001)
- 1896 - Jan de Roos, Nederlands straatartiest (overleden 1979)
- 1897 - Ruth Etting, Amerikaans zangeres en actrice (overleden 1978)
- 1903 - Kea Bouman, Nederlands tennisster (overleden 1998)
- 1903 - Daniël de Blocq van Scheltinga, Nederlands politicus (overleden 1962)
- 1903 - Juan Jover, Spaans autocoureur (overleden 1960)
- 1904 - Aleksandr Vvedenski, Russisch schrijver en dichter (overleden 1941)
- 1909 - Jean Jadot, Belgisch curie-aartsbisschop (overleden 2009)
- 1910 - Evert Vermeer, Nederlands politicus (overleden 1960)
- 1916 - Albert Bourlon, Frans wielrenner (overleden 2013)
- 1918 - W.A. Braasem, Nederlands schrijver en vertaler (overleden 1987)
- 1919 - Peter Frederick Strawson, Brits filosoof (overleden 2006)
- 1921 - Hein Roethof, Nederlands ambtenaar, humanist, journalist en politicus (overleden 1996)
- 1922 - Manuel Fraga, Spaans politicus (overleden 2012)
- 1922 - Võ Văn Kiệt, premier van Vietnam (overleden 2008)
- 1924 - Anita Linda, Filipijns actrice (overleden 2020)
- 1924 - André Rosseel, Belgisch wielrenner (overleden 1965)
- 1925 - Marga Kerklaan, Nederlands kinderboekenschrijfster, publiciste en programmamaakster (overleden 2013)
- 1925 - Johnny Mandel, Amerikaans filmcomponist en arrangeur (overleden 2020)
- 1926 - Robert Lee Burnside, Amerikaans gitarist en blueszanger (overleden 2005)
- 1926 - Rafi Eitan, Israëlisch geheim agent (overleden 2019)
- 1927 - Angelo Sodano, Italiaans kardinaal (overleden 2022)
- 1929 - Hal Lindsey, Amerikaans evangelist (overleden 2024)
- 1931 - Karel Boumans, Belgisch stripauteur (overleden 2003)
- 1931 - Jochem Douma, Nederlands theoloog en hoogleraar (overleden 2020)
- 1932 - Renato Martino, Italiaans kardinaal (overleden 2024)
- 1933 - Ferry Hoogendijk, Nederlands journalist en politicus (overleden 2014)
- 1933 - Krzysztof Penderecki, Pools componist (overleden 2020)
- 1934 - Robert Towne, Amerikaans scenarist/regisseur (overleden 2024)
- 1935 - Vladislav Volkov, Russisch kosmonaut (overleden 1971)
- 1939 - Betty Everett, Amerikaans zangeres (overleden 2001)
- 1939 - Helen Shepherd, Nederlands zangeres (overleden 2018)
- 1939 - Barry Spikings, Brits filmproducent
- 1940 - Gösta Pettersson, Zweeds wielrenner
- 1941 - Sipko Melissen, Nederlands schrijver
- 1941 - Franco Nero, Italiaans acteur
- 1943 - Günther Beckstein, Duits advocaat en politicus
- 1943 - Beer Wentink, Nederlands voetballer
- 1944 - Flip Stapper, Nederlands voetballer (overleden 2021)
- 1944 - José Toirkens, Nederlands journaliste (overleden 1993)
- 1945 - John Nielsen, Deens voetbalscheidsrechter
- 1945 - Raúl Rivero Castañeda, Cubaans dichter, journalist en dissident (overleden 2021)
- 1946 - Ankie Broekers-Knol, Nederlands politica
- 1946 - Hans Hoekman, Nederlands hoorspelacteur (overleden 2017)
- 1946 - Frans Mintjens, Belgisch wielrenner
- 1947 - Marjolijn Uitzinger, Nederlands (radio- en tv-)journaliste en schrijfster
- 1948 - Abass Bonfoh, Togolees politicus (overleden 2021)
- 1948 - Norbert Dedeckere, Belgisch veldrijder (overleden 2015)
- 1948 - Gerard Schipper, Nederlands wielrenner (overleden 2025)
- 1948 - Gabriele Seyfert, Oost-Duits kunstschaatsster
- 1949 - Marcia Griffiths, Jamaicaans zangeres
- 1949 - Alan Paul, Amerikaans zanger en componist (The Manhattan Transfer)
- 1949 - Charlotte Teske, Duits atlete
- 1949 - Eric Van Rompuy, Belgisch politicus
- 1949 - Sandra Stevens, Brits zangeres (Brotherhood Of Man)[5]
- 1953 - Johan de Meij, Nederlands trombonist, componist en dirigent
- 1954 - Bruce Hornsby, Amerikaans zanger en songwriter
- 1954 - Riny Schreijenberg (Marty), Nederlands musicus, componist en muziekproducer
- 1955 - Ludovico Einaudi, Italiaans pianist en componist
- 1955 - Martine Tanghe, Belgisch journaliste en nieuwslezeres (overleden 2023)
- 1956 - Shane Gould, Australisch zwemster
- 1957 - Annet Malherbe, Nederlands actrice
- 1957 - Ben van Praag, Belgisch diskjockey
- 1960 - Peter Daenens, Belgisch atleet
- 1961 - Hans van den Dungen, Nederlands voetballer (overleden 2023)
- 1962 - Carlinhos Brown, Braziliaans percussionist en singer-songwriter
- 1962 - Nicolás Maduro, Venezolaans politicus
- 1962 - Ludwig Neefs, Belgisch ondernemer en politicus
- 1963 - Chris Jolles, Nederlands actrice
- 1964 - Steve Alford, Amerikaans basketballer
- 1965 - Rodion Gataullin, Sovjet-Russisch/Russisch atleet
- 1966 - Kevin Gallacher, Schots voetballer
- 1966 - Wouter Kusters, Nederlands taalkundige en publicist
- 1970 - Huub Maas, Nederlands atleet en duatleet
- 1970 - René Verkerk, Nederlands diskjockey en programmamaker
- 1970 - Kathleen Vriesacker, Belgisch atlete
- 1971 - Vin Baker, Amerikaans basketballer
- 1971 - Alex Roy, Amerikaans zakenman en rallyrijder
- 1972 - Alf-Inge Håland, Noors voetballer
- 1972 - Kurupt, Amerikaans rapper
- 1972 - Tonči Martić, Kroatisch voetballer en zaakwaarnemer
- 1973 - Marie Collonvillé, Frans atlete
- 1973 - Claudia Zwiers, Nederlands judoka
- 1974 - Saku Koivu, Fins ijshockeyer
- 1974 - Nathan O'Neill, Australisch wielrenner
- 1976 - Cüneyt Çakır, Turks voetbalscheidsrechter
- 1976 - Daniele Orsato, Italiaans voetbalscheidsrechter
- 1976 - Joe Sumner, Engels muzikant
- 1978 - Silke Müller, Duits hockeyster
- 1978 - Terrence Trammell, Amerikaans atleet
- 1979 - Ivica Kostelić, Kroatisch alpineskiër
- 1981 - Stefan Groothuis, Nederlands schaatser
- 1982 - Miloš Bošković, Montenegrijns voetbalscheidsrechter
- 1982 - Saïd Haddou, Frans wielrenner
- 1982 - Levi Risamasu, Nederlands voetballer
- 1983 - Siemen Mulder, Nederlands voetbalscheidsrechter
- 1984 - Lucas Grabeel, Amerikaans acteur, zanger, danser
- 1984 - Alexander Kops, Nederlands politicus
- 1985 - Viktor An, Koreaans/Russisch shorttracker
- 1985 - Scott Brash, Brits ruiter
- 1985 - Mirte Roelvink, Nederlands voetbalster
- 1986 - Ivan Bandalovski, Bulgaars voetballer
- 1988 - Jens Keukeleire, Belgisch wielrenner
- 1988 - Loes Zanderink, Nederlands zwemster
- 1990 - Mihály Káprály, Hongaars voetbalscheidsrechter
- 1990 - Aljona Leonova, Russisch kunstschaatsster
- 1991 - Facu Regalia, Argentijns autocoureur
- 1992 - Miley Cyrus, Amerikaans zangeres en actrice
- 1992 - DJ Stijco, Nederlands muziekproducent
- 1995 - Brittany Broben, Australisch schoonspringster
- 1995 - Bastien Dechepy, Frans voetbalscheidsrechter
- 1995 - Austin Majors, Amerikaans acteur (overleden 2023)
- 1998 - Bradley Steven Perry, Amerikaans acteur
- 2001 - Tess Ledeux, Frans freestyleskiester
- 2001 - Nico Porteous, Nieuw-Zeelands freestyleskiër

## Overleden

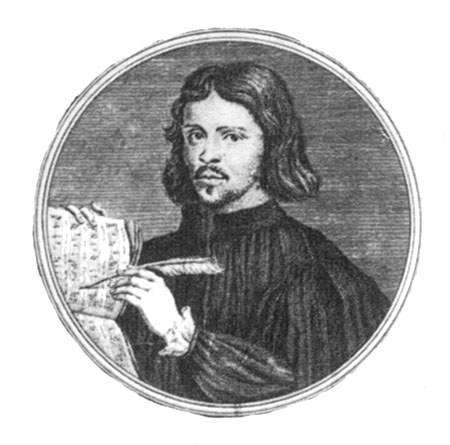
Thomas Tallis,
overleden in 1585

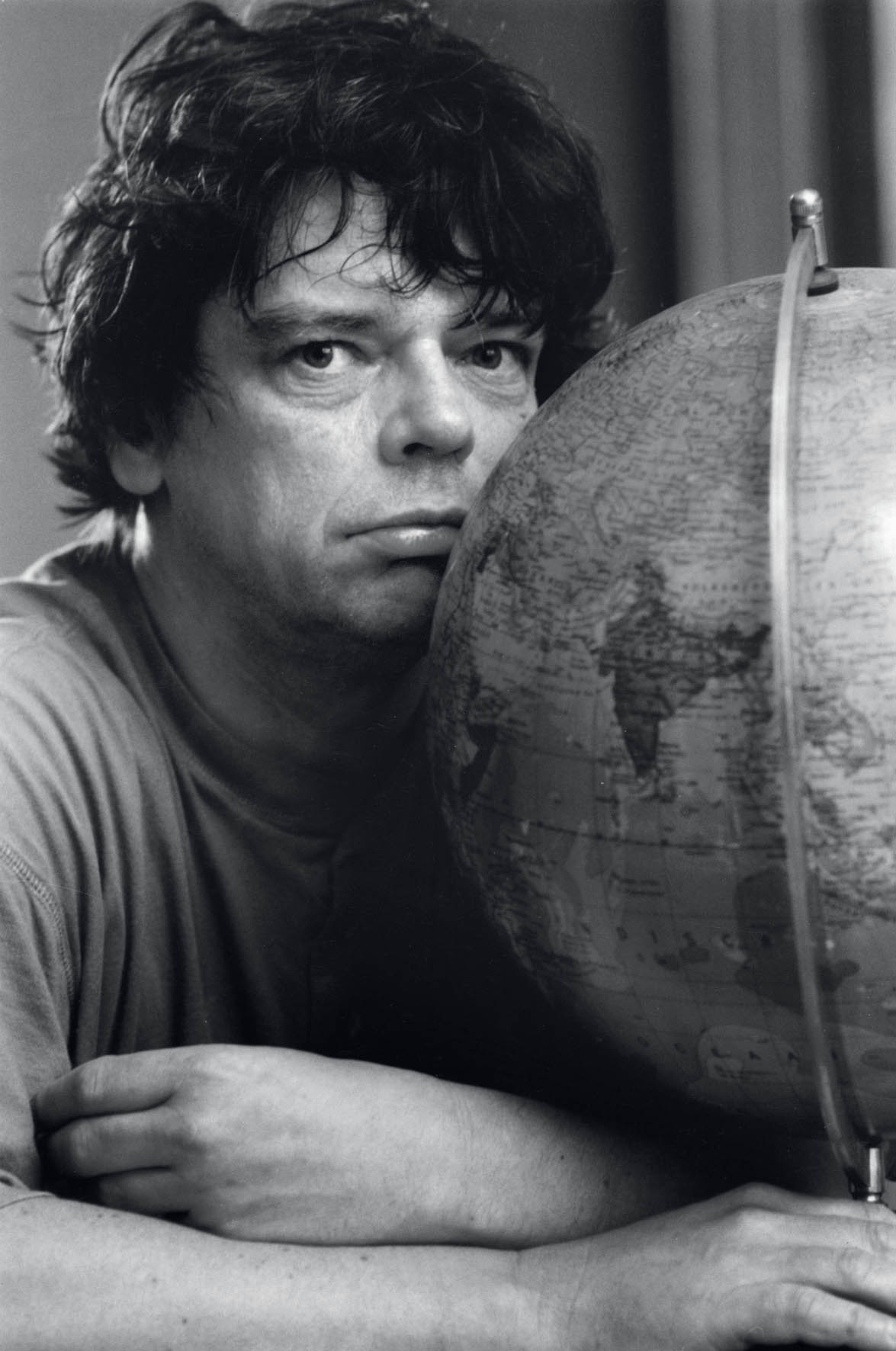
Boudewijn Büch,
overleden in 2002

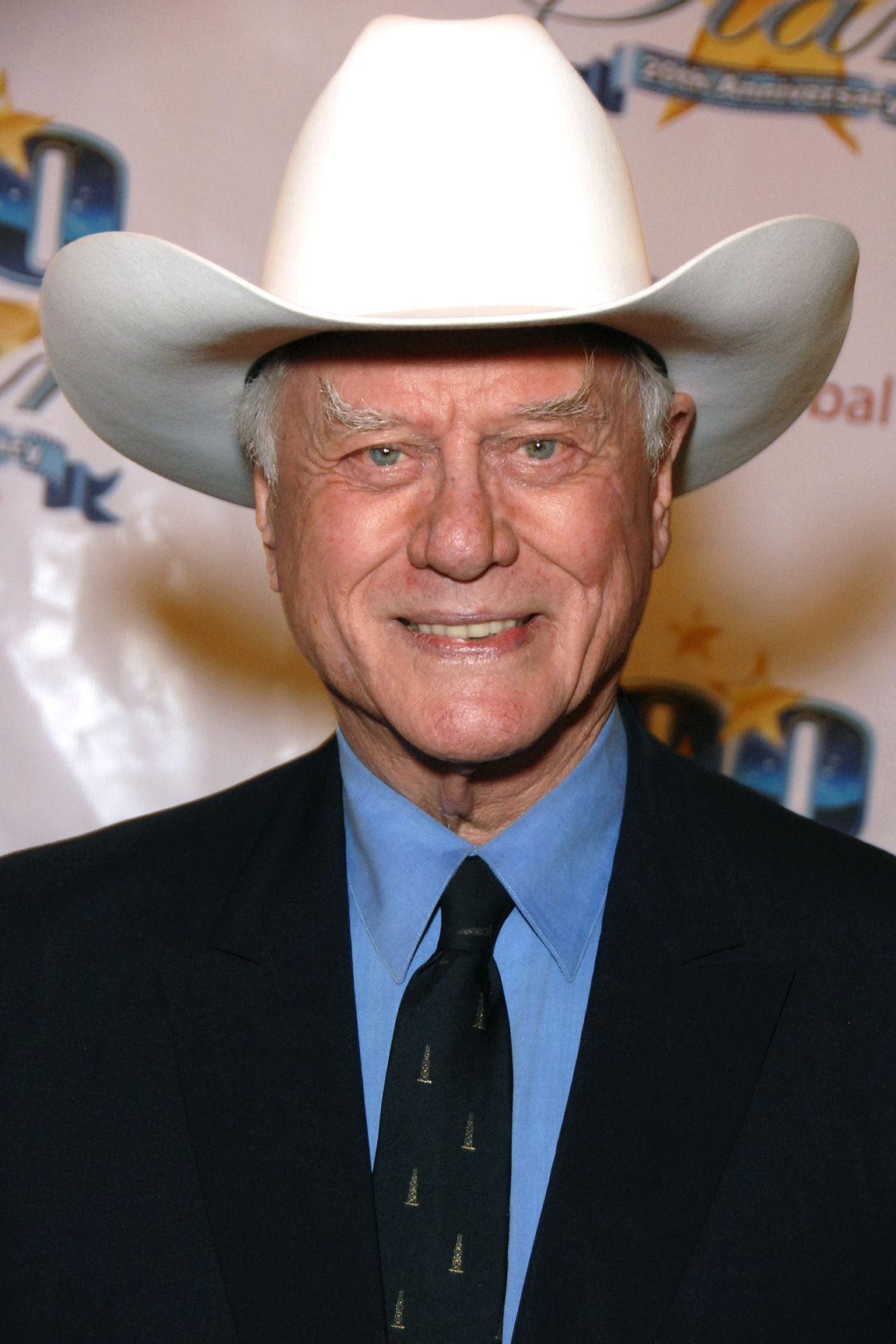
Larry Hagman
overleden in 2012

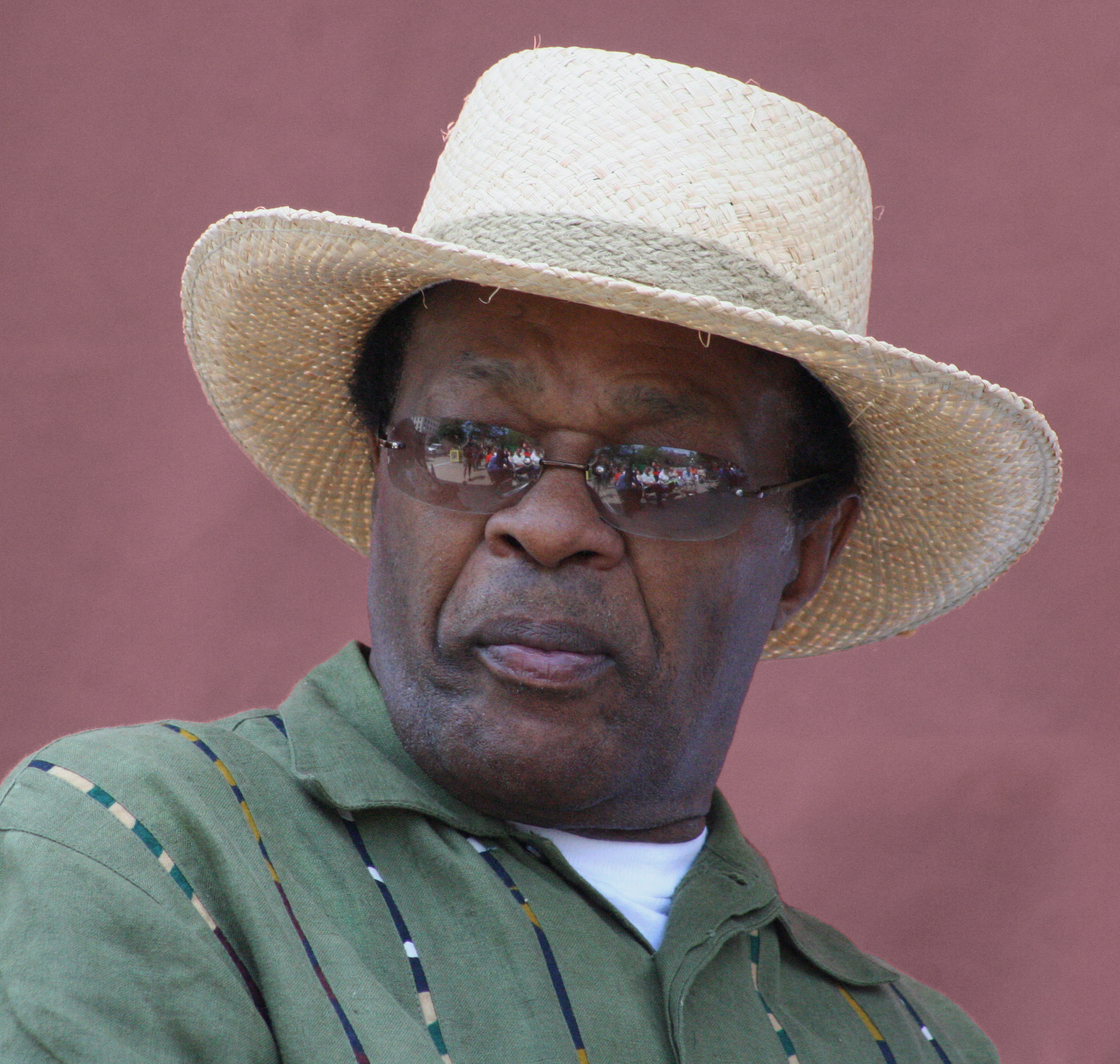
Marion Barry
overleden in 2014

- 615 - Heilige Columbanus (ong. 72), Iers abt, missionaris en stichter van verschillende kloosters op het Europese vasteland
- 1307 - Diether III van Nassau (ong. 57), aartsbisschop en keurvorst van Trier
- 1535 - Beatriz Galindo (ong. 70), Spaans humanist, hofdame en lerares
- 1572 - Agnolo Bronzino (69), Italiaans schilder
- 1574 - Johan III van Nassau-Saarbrücken (63), graaf van Saarbrücken en Saarwerden
- 1585 - Thomas Tallis (ong. 80), Engels componist en organist
- 1639 - Johan Ernst van Nassau-Siegen (21), Duits scheepsofficier bij de WIC
- 1840 - Louis de Bonald (86), Frans politicus, schrijver en filosoof
- 1848 - John Barrow (84), Brits staatsman
- 1856 - Thomas Seddon (35), Engels kunstschilder
- 1890 - Willem III (73), Koning der Nederlanden
- 1912 - Charles Bourseul (83), Frans technicus en uitvinder
- 1916 - Eduard Nápravník (77), Tsjechisch componist en dirigent
- 1920 - Alfred Tepe (79), Nederlands architect
- 1938 - August Kiehl (84), Nederlands acteur, regisseur en toneelschrijver
- 1942 - Stanisław Saks (44), Pools wiskundige
- 1952 - Albert van Raalte (62), Nederlands dirigent
- 1953 - Reinder Brolsma (71), Nederlands schrijver
- 1957 - Hermann Leibold (69), Duits voetballer
- 1962 - Han Friedericy (62), Nederlands schrijver en ambtenaar
- 1965 - Elisabeth in Beieren (89), Belgisch koningin
- 1973 - Sessue Hayakawa (84), Japans filmacteur
- 1974 - Cornelius Ryan (54), Iers-Amerikaans schrijver
- 1978 - Hanns Johst (88), Duits toneelschrijver
- 1980 - Jan Boots (68), Nederlands presentator
- 1982 - Carlyle Guimarães Cardoso (Carlyle) (56), Braziliaans voetballer
- 1986 - Red Hamilton (65), Amerikaans autocoureur
- 1987 - Antonio Sastre (76), Argentijns voetballer
- 1988 - Richard Lonsdale (74), Brits militair
- 1989 - Guus Weitzel (85), Nederlands radio-omroeper en -verslaggever
- 1990 - Roald Dahl (74), Brits schrijver
- 1990 - Renate Rubinstein (61), Nederlands schrijfster en columniste
- 1991 - Klaus Kinski (65), Duits acteur
- 1994 - Tommy Boyce (55), Amerikaans songwriter
- 1995 - Louis Malle (63), Frans filmregisseur
- 1997 - Jacques Aarden (83), Nederlands politicus
- 2000 - Aslam Watanjer (54), Afghaans militair en politicus
- 2001 - Vendramino Bariviera (64), Italiaans wielrenner
- 2001 - Jan Ketelaar (93), Nederlands scheikundige
- 2001 - Krishnananda (79), Indiaas goeroe, oprichter van de Divine Life Society
- 2001 - Toon de Ruiter (66), Nederlands roeier
- 2001 - André Smit (85), Nederlands musicus
- 2001 - Gerhard Stoltenberg (73), Duits politicus
- 2002 - Boudewijn Büch (53), Nederlands schrijver
- 2002 - Roberto Matta (91), Chileens architect, schilder en beeldhouwer
- 2003 - Nick Carter (79), Nieuw-Zeelands wielrenner
- 2004 - Wim Rigter (37), Nederlands radiopresentator
- 2004 - Herman van Zwieten (63), Nederlands burgemeester en sportbestuurder
- 2005 - Robert Gallas (82), Nederlands burgemeester
- 2006 - Jesús Blancornelas (70), Mexicaans journalist
- 2006 - Aleksandr Litvinenko (43), Russisch medewerker veiligheidsdienst en dissident
- 2006 - Philippe Noiret (76), Frans acteur
- 2006 - Anita O'Day (87), Amerikaans jazzzangeres
- 2007 - Jan Beijert (79), Nederlands bestuurder, politicus en columnist
- 2007 - Vladimir Krjoetsjkov (83), Sovjet-Russisch politicus
- 2007 - Coen Oort (78), Nederlands econoom en topambtenaar
- 2007 - Óscar Carmelo Sánchez (36), Boliviaans voetballer
- 2007 - Toon Steeghs (84), Nederlands burgemeester
- 2008 - Frits Böttcher (93), Nederlands hoogleraar en mede-oprichter van de Club van Rome
- 2008 - Richard Hickox (60), Engels dirigent
- 2008 - Erik Silvester (66), Duits schlagerzanger
- 2009 - Pim Koopman (56), Nederlands drummer, producer en componist
- 2009 - Richard Meale (77), Australisch componist
- 2009 - Yang Xianyi (94), Chinees vertaler
- 2011 - Montserrat Figueras (63), Spaans sopraan
- 2011 - Frans Künen (81), Nederlands atleet
- 2011 - Jim Rathmann (83), Amerikaans autocoureur
- 2011 - Charles de Wolff (79), Nederlands dirigent en organist
- 2012 - Jan Bons (94), Nederlands kunstenaar
- 2012 - Larry Hagman (81), Amerikaans acteur
- 2012 - Nelson Prudêncio (68), Braziliaans atleet
- 2014 - Marion Barry (78), Amerikaans burgerrechtenactivist en burgemeester
- 2014 - Dorothy Cheney (98), Amerikaans tennisspeelster
- 2015 - Jouni Kaipainen (58), Fins componist
- 2015 - Douglass North (95), Amerikaans econoom
- 2016 - Robert Geesink (74), Nederlands kunstschilder
- 2016 - Ju Mi Jong (95), Noord-Koreaans politica
- 2016 - Rita Barberá Nolla (68), Spaans politica en burgemeester
- 2016 - Andrew Sachs (86), Brits acteur
- 2017 - Christiane Berkvens-Stevelinck (71), Nederlands theoloog en predikant
- 2017 - Peet Geel (87), Nederlands voetballer
- 2017 - Maarten van den Toorn (88), Nederlands taalwetenschapper
- 2018 - Bernard Gauthier (94), Frans wielrenner
- 2018 - Nicolas Roeg (90), Brits filmregisseur
- 2018 - Martin Tissing (82), Nederlands kunstschilder
- 2018 - Gerard Unger (76), Nederlands letterontwerper
- 2020 - Jan Ceuleers (85), Belgisch journalist
- 2020 - Karl Dall (79), Duits acteur, zanger en komiek
- 2020 - Abby Dalton (88), Amerikaans actrice
- 2020 - David Dinkins (93), Amerikaans politicus
- 2020 - Otto Duintjer (88), Nederlands filosoof
- 2020 - Anele Ngcongca (33), Zuid-Afrikaans voetballer
- 2020 - Miriam Sterman (76), Nederlands cultureel antropoloog en surinamist
- 2021 - Chun Doo-hwan (90), president van Zuid-Korea
- 2021 - Bruno Ernst (Hans de Rijk) (95), Nederlands natuurkundige, publicist en wetenschapspopularisator
- 2021 - Simon Kistemaker (81), Nederlands voetbaltrainer
- 2022 - Paula D'Hondt (96), Belgisch politica
- 2023 - Harald Hasselbach (56), Nederlands American-footballspeler
- 2023 - Francisco Luna Kan (97), Mexicaans politicus
- 2023 - Rubens Minelli (94), Braziliaans voetballer en voetbalcoach
- 2023 - Tine Ruysschaert (91), Belgisch actrice en voordrachtskunstenares
- 2023 - Helmert Woudenberg (78), Nederlands acteur
- 2024 - Jean Jourden (82), Frans wielrenner

## Viering/herdenking
- Rooms-katholieke kalender:

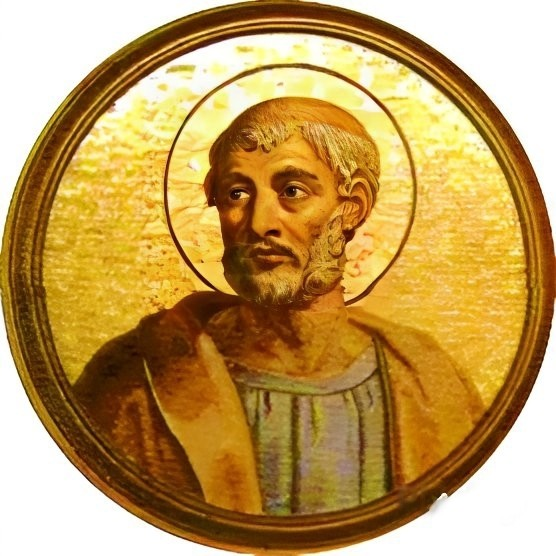
paus Clemens I

  - Heilige Trudo van Haspengouw († 693) - Gedachtenis (in bisdom Hasselt)
  - Heilige Columbaan († 615) - Vrije Gedachtenis
  - Heilige Clemens I († 97) - Vrije Gedachtenis
  - Heilige Lucretia van Mérida († c. 304)
  - Heilige Felicitas van Rome († 165)
  - Zalige Miguel Agustín Pro Juárez († 1927)
  - Heilige Margaretha van Savoye († 1464)
  - Heilige Wilfetrudis van Nijvel († 669)

## Weerextremen

### Nederland
| | Officiële records | Officiële records | Officiële records |      | Landelijke records | Landelijke records | Landelijke records                                                     |
| Gebeurtenis | Jaar              | Extreem           | Locatie           | Jaar | Extreem            | Locatie            |                                                                        |
| --- | ----------------- | ----------------- | ----------------- | ---- | ------------------ | ------------------ | ---------------------------------------------------------------------- |
| Laagste etmaalgemiddelde temperatuur (°C) | 1998              | −5,1              | De Bilt           |      | 1998               | −6,5               | Gilze-Rijen                                                            |
| Hoogste etmaalgemiddelde temperatuur (°C) | 1980              | 13,3              | De Bilt           |      | 1980 2003          | 13,6               | Rotterdam Maastricht                                                   |
| Laagste minimumtemperatuur (°C) | 1993              | −8,9              | De Bilt           |      | 1993               | −11,4              | Twenthe                                                                |
| Hoogste minimumtemperatuur (°C) | 1980              | 12,1              | De Bilt           |      | 1980               | 12,6               | Eindhoven, Rotterdam                                                   |
| Laagste maximumtemperatuur (°C) | 1962              | −1,2              | De Bilt           |      | 1927               | −3,5               | Eelde                                                                  |
| Hoogste maximumtemperatuur (°C) | 1984              | 14,6              | De Bilt           |      | 2014               | 16,5               | Maastricht                                                             |
| Hoogste uurgemiddelde windsnelheid (m/s) | 1928              | 17,5              | De Bilt           |      | 1984               | 23,7               | Cadzand, Oosterschelde, Vlissingen                                     |
| Hoogste windstoot (m/s) | 1984              | 25,7              | De Bilt           |      | 1984               | 36,5               | IJmuiden                                                               |
| Langste zonneschijnduur (uur) | 1983              | 7,4               | De Bilt           |      | 1975 1998 2020     | 7,5                | Maastricht Cabauw, Eindhoven, Gilze-Rijen, Volkel, Westdorpe Eindhoven |
| Langste neerslagduur (uur) | 1944              | 8,0               | De Bilt           |      | 1980               | 18,4               | Eelde                                                                  |
| Hoogste etmaalsom van de neerslag (mm) | 1944              | 19,3              | De Bilt           |      | 2009               | 44,5               | Arcen                                                                  |
| Laagste etmaalgemiddelde relatieve vochtigheid (%) | 1904, 1930, 2017  | 72                | De Bilt           |      | 1930               | 62                 | Vlissingen                                                             |
| Laagste uurwaarde luchtdruk op zeeniveau (hPa) | 1984              | 977,1             | De Bilt           |      | 1984               | 971,7              | Eelde                                                                  |
| Hoogste uurwaarde luchtdruk op zeeniveau (hPa) | 1967, 2005        | 1038,9            | De Bilt           |      | 1967               | 1039,7             | Deelen                                                                 |
| Officiële records worden altijd gemeten op het KNMI-weerstation in De Bilt. Landelijke records kunnen worden gemeten op elk officieel KNMI-weerstation in Nederland. |                   |                   |                   |      |                    |                    |                                                                        |

Uitzonderlijke gebeurtenissen
- 1906 - Laatste landelijke zachte dag van het jaar gemeten in Maastricht (maximumtemperatuur ≥ 15 °C op een officieel weerstation)
- 1907 - Officieel laagste maximumtemperatuur in °C van november dit jaar gemeten in De Bilt: 1,3
- 1909 - Officieel laagste maximumtemperatuur in °C van november dit jaar gemeten in De Bilt: 2,5
- 1914 - Officieel laagste maximumtemperatuur in °C van november dit jaar gemeten in De Bilt: 1,0
- 1927 - Officieel laagste maximumtemperatuur in °C van november dit jaar gemeten in De Bilt: −0,6
- 1929 - Laatste landelijke zachte dag van het jaar gemeten in Maastricht (maximumtemperatuur ≥ 15 °C op een officieel weerstation)
- 2014 - Laatste landelijke zachte dag van het jaar gemeten in Eindhoven, Maastricht, Twenthe en Woensdrecht (maximumtemperatuur ≥ 15 °C op een officieel weerstation)
- 2017 - Laatste landelijke zachte dag van het jaar gemeten in Arcen, Eindhoven, Ell, Gilze-Rijen, Maastricht, Volkel en Woensdrecht (maximumtemperatuur ≥ 15 °C op een officieel weerstation)

### België
Dagrecords
- 1858 - Laagste etmaalgemiddelde temperatuur −7,1 °C
- 2003 - Hoogste etmaalgemiddelde temperatuur 13,9 °C
- 1858 - Laagste minimumtemperatuur −10,5 °C
- 1984 - Hoogste maximumtemperatuur 15,9 °C
- 1977 - Hoogste etmaalsom van de neerslag 14 mm

Uitzonderlijke gebeurtenissen
- 2008 - Sneeuwval in het hele land

<< · 1 · 2 · 3 · 4 · 5 · 6 · 7 · 8 · 9 · 10 · 11 · 12 · 13 · 14 · 15 · 16 · 17 · 18 · 19 · 20 · 21 · 22 · 23 · 24 · 25 · 26 · 27 · 28 · 29 · 30 · >>